# Antonio Balestra
Antonio Balestra, född 12 augusti 1666 i Verona, död 21 april 1740, var en italiensk konstnär.
Balestra studerade först för Antonio Bellucci i Venedig, därefter för Carlo Maratta i Rom där han stannade sysselsatt med arbeten i olika kyrkor. 1695 återvände han till Venetien där han alternerade mellan sin födeslestad och Venedig. Balestra var en traditionalist och förblev relativt opåverkad av rokokon.